# Ryan Lee
Ryan Scott Lee (ur. 4 października 1996 w Austin) – amerykański aktor znany z roli Cary'ego w 2011 roku w filmie Super 8. Jego siostra, Lauren, jest aktorką.

## Filmografia

### Film
- 2008 – Kraina śmierci (dzieciak fontanna)
- 2008 – Królowie wieczoru (żebrak)
- 2008 – Historia urodzin (Ralph)
- 2008 – Kolor według numeru (Adam)
- 2009 – Szorty (kolega z sąsiedztwa)
- 2011 – Bramy piekieł (Jeral Floyd)
- 2011 – Super 8 (Cary)
- 2012 – 40 lat minęło (Joseph)

### Teledyski
- 2011 – "Titanium" Davida Guetty